# McArthur’s Universal Corrective Map of the World
McArthur’s Universal Corrective Map of the World ist eine 1979 erschienene, nach Süden ausgerichtete Weltkarte. Autor ist der Australier Stuart McArthur.

## Beschreibung
Es ist eine Weltkarte in Zylinderprojektion. Der auffälligste Unterschied zu konventionellen Karten ist ihre Ausrichtung nach Süden, überdies verläuft der (nicht eingezeichnete) Nullmeridian nicht durch Greenwich, sondern durch die australische Hauptstadt Canberra. So liegt das weiß hervorgehobene Australien nicht nur oben, sondern auch auf der Mittelachse. Eine Darstellung der Antarktis fehlt, anstelle dieser der Titel: McARTHUR’S UNIVERSAL CORRECTIVE MAP OF THE WORLD. Links darunter befindet sich ein Statement des Autors und rechts eine überdimensionale Windrose mit Betonung der Himmelsrichtung Süd. Das übliche Koordinatensystem mit Längen- und Breitengraden fehlt, nur der Äquator ist eingezeichnet. Die Namen der Ozeane sind vermerkt, ebenso politische Grenzen, Ländernamen und die wichtigsten Orte.

## Entstehung und Hintergrund

Gesüdete Weltkarte

Der Autor Stuart McArthur (* 1958) sagt, er habe sich bereits als Schüler an der „benachteiligten“ Position Australiens auf Weltkarten gestört. Nachdem er bei einem Japanaufenthalt von amerikanischen Freunden mit Australier-Witzen aufgezogen wurde, wonach er „vom unteren Ende der Welt“ käme (from the bottom of the world), beschloss er eine „berichtigte“ Weltkarte herauszugeben, mit Australien in privilegierter Position. Bis Mitte der 2000er Jahre wurden davon fast eine halbe Million Exemplare verkauft. Im Zuge dieses Erfolges entstanden bald weitere gesüdete Karten in verschiedenen Abwandlungen. Diese neue Gattung wird als Upside-down-maps, Reversed maps oder South-up maps bezeichnet.
Die kartografischen Übereinkünfte, auf denen die heutigen Sehgewohnheiten beruhen, bildeten sich allmählich im Laufe der Geschichte heraus und sind nicht zwingend. Obwohl McArthurs gesüdete Karte spontan als „verkehrt“ erscheint, ist ihre Weltdarstellung ebenso plausibel wie die gewohnter Darstellungen.